# Gaosheng (socken i Kina, Sichuan, lat 29,99, long 105,54)
Gaosheng (kinesiska: 高升乡, 高升) är en socken i Kina. Den ligger i provinsen Sichuan, i den sydvästra delen av landet, omkring 160 kilometer sydost om provinshuvudstaden Chengdu.
Genomsnittlig årsnederbörd är 1 416 millimeter. Den regnigaste månaden är september, med i genomsnitt 262 mm nederbörd, och den torraste är december, med 15 mm nederbörd.